# Matwé Middelkoop
Matwé Middelkoop (født 3. september 1983 i Leerdam, Holland) er en professionel tennisspiller fra Holland.